# ペーローン

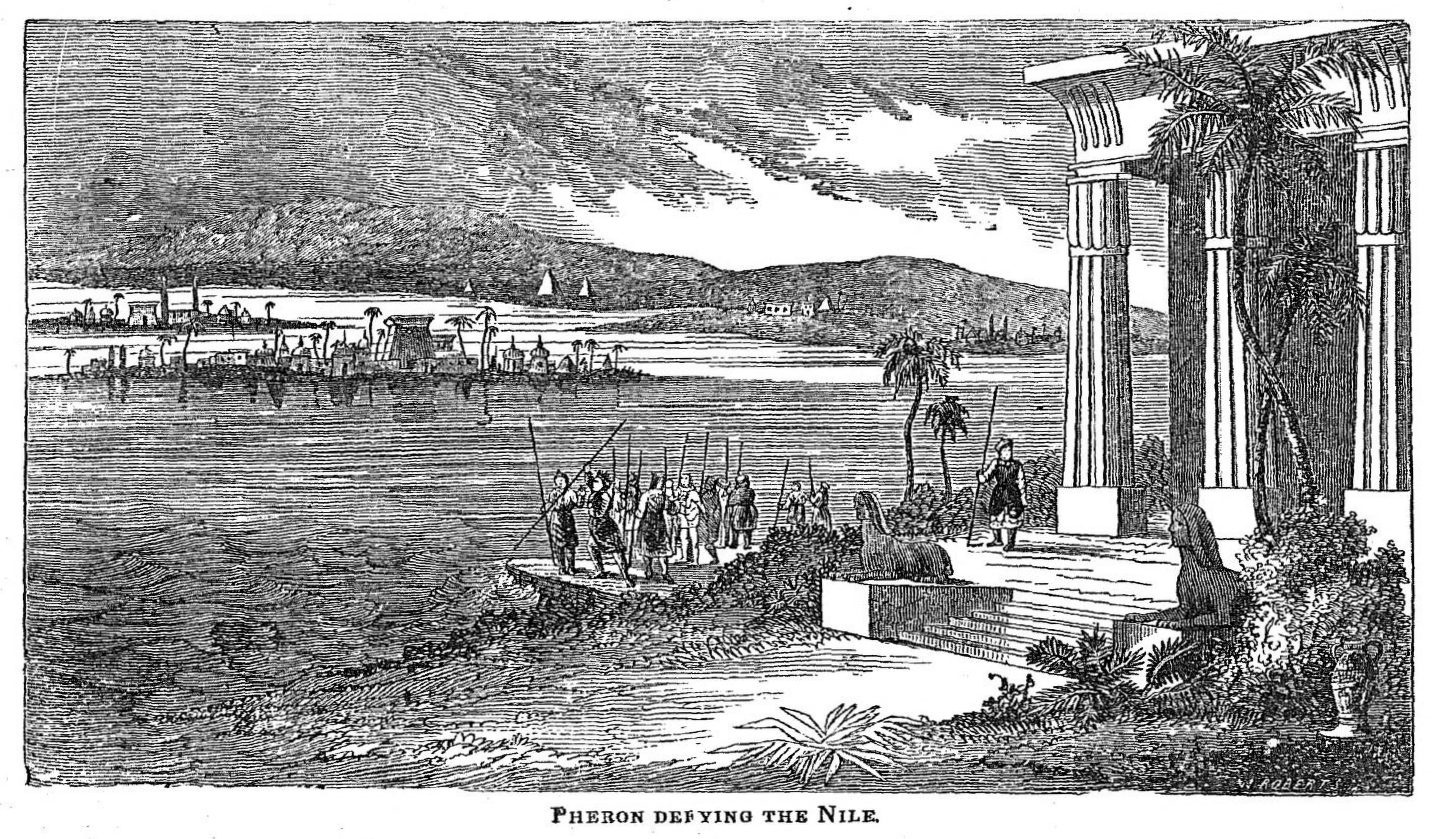
ナイル川に挑むペーローン

ペーローン (古代ギリシア語: Φηρῶν, Phērōn)は、ヘロドトスの『歴史』に登場する、古代エジプトの王。この名は称号としての「ファラオ」を意味しているのではなく、名前であると考えられている。

## ヘロドトスの記述
ペーローンは、洪水を起こしたナイル川を槍で突いて以降、10年にわたって視力を失っていた。唯一これを癒す方法は、夫への貞節を守っている女性の尿で目を洗うことであると教えられたペーローンは、何人かの女性の尿で試したがうまくいかず、自らの妻のものでも同様であったが、最終的にある女性の尿で目が見えるようになった。ペーローンは自分の目を尿で癒せなかった女性を全員火あぶりとし、最後に自分を癒した女性を妻とした。ペーローンの父は伝説的な征服者セソストリスである。またヘロドトスはトロイア戦争について、ヘレネーがトロイアまで行かずエジプト王に保護されたという異聞を紹介しているが、この話に登場する王プロテウスはペーローンの息子である。